# Nils Sellén
Nils Fredrik Sellén, född den 6 januari 1859 i Nors socken, Värmlands län, död den 1 november 1932 i Saltsjöbaden, var en svensk militär och gymnast. Han var gift med Ragnhild Sellén.
Sellén blev underlöjtnant vid Älvsborgs regemente 1880, kapten där 1903 och major vid Första livgrenadjärregementet 1909. Han befordrades till överstelöjtnant i armén 1914. Sellén var extra lärare vid Gymnastiska centralinstitutet 1888–1889 och 1893–1906, lärare där 1906–1909 samt överlärare och föreståndare 1909–1923, med professors namn. Han var biträdande gymnastiklärare vid Norra latinläroverket i Stockholm 1892–1900, gymnastiklärare vid Katarina realskola 1898–1900, gymnastikinstruktör i Stockholms folkskolor 1902–1909, föreståndare för Stockholms Bad- och Siminrättning 1907–1909 och gymnastikinspektör för landets undervisningsanstalter från 1909. Sellén blev riddare av Svärdsorden 1903 och av Nordstjärneorden 1912 samt kommendör av andra klassen av Vasaorden 1921. Makarna Sellén är begravda på Norra begravningsplatsen utanför Stockholm.